# Realization (chanson)
Cet article concerne la chanson de Prism. Pour la voie d'escalade, voir Realization.
Singles de Faylan
White justice
(2012) God Fate
(2013)
Realization est le 16e single de Faylan sorti sous le label Lantis le 8 août 2012 au Japon. Il arrive 49e à l'Oricon et reste classé 3 semaines.
Realization a été utilisé comme thème d'ouverture de l'anime Hagure Yusha no Estetica. Realization se trouve sur l'album Prism.

## Liste des titres
Toutes les paroles sont écrites par Faylan.
| 1. | Realization             | Tatsh  | 5:19 |
| 2. | My Life                 | Faylan | 5:07 |
| 3. | Realization (off vocal) | Tatsh  | 5:19 |
| 4. | My Life (off vocal)     | Faylan | 5:04 |

| 1. | Realization |  |